# Allmogebladet
Allmogebladet med undertiteln Veckoskrift för landthushållning var en tidning i Stockholm från den 23 november 1876 (provnummer) och sedan från 4 januari 1877 till 26 december 1878 . 
Tidningen redigerades och gavs ut av bokförläggaren Axel August Kjellberg, som den 29 november 1876 erhöll utgivningsbevis, och sedan av litteratören Johan Gomer Thor Brunius, som den 15 september 1877 erhöll utgivningsbevis. Den bestod till större delen av artiklar hämtade ur Svensk Landtbrukstidning. Tidningen trycktes hos Aktiebolaget Forsete 1877 och därefter A. L. Normans boktryckeriaktiebolag med frakturstil 1877 och antikva 1878. Tidningen hade titelvinjett. Den kom ut en gång i veckan torsdagar med 4 sidor och i oktavformat med 2 spalter på satsytan 21,5 - 20 x 14,3 - 13 cm. och priset var 1,10 kr.